# Fred Olen Ray
Fred Olen Ray (n. 10 septembrie 1954, Wellston, Ohio) este un regizor american, producător de film și actor.

## Pseudonime
Fred Olen Ray a folosit mai multe pseudonime, unele dintre ele folosite anterior de regizorul  de filme B Sam Newfield.
| - Bill Carson - Dr. S. Carver - Roger Collins - Peter Daniels - Nicholas/Nick Medina - Sam Newfield - Fred Ray | - Ed Raymond - Randy Rocket - Sherman Scott - Peter Stewart - Freddie/Freddy Valentine - Brian Wolfe |

## Filmografie
| An   | Film                                                | Pseudonim(e)                                | Note                                                    |
| ---- | --------------------------------------------------- | ------------------------------------------- | ------------------------------------------------------- |
| 2016 | The Good Twin                                       |                                             | Producător & Regizor                                    |
| 2016 | Trial                                               |                                             | Regizor                                                 |
| 2016 | Sniper: Special Ops                                 |                                             | Scenarist & Regizor                                     |
| 2016 | Accidental Switch                                   |                                             | Scenarist, Producător & Regizor                         |
| 2015 | Small Town Prince                                   |                                             | Scenarist, Producător & Regizor                         |
| 2015 | Eyewitness                                          |                                             | Scenarist, Producător & Regizor                         |
| 2014 | After Midnight                                      |                                             | Scenarist, Producător & Regizor                         |
| 2014 | Christmas in Palm Springs                           |                                             | Producător & Regizor                                    |
| 2014 | House of Secrets                                    |                                             | Producător & Regizor                                    |
| 2013 | All I Want for Christmas                            |                                             | Producător & Regizor                                    |
| 2013 | Abner, the Invisible Dog                            |                                             | Producător & Regizor                                    |
| 2013 | Holiday Road Trip                                   |                                             | Scenarist & Regizor                                     |
| 2012 | A Christmas Wedding Date                            |                                             | Scenarist, Producător & Regizor                         |
| 2012 | Collision Course                                    |                                             | Scenarist, Producător & Regizor                         |
| 2012 | Baby Dolls Behind Bars                              |                                             | Regizor                                                 |
| 2012 | Hatfields and McCoys: Bad Blood                     |                                             | Scenarist, Producător & Regizor                         |
| 2012 | Busty Housewives of Beverly Hills                   | Nicholas Medina                             | Regizor                                                 |
| 2012 | Dirty Blondes from Beyond                           | Nicholas Medina                             | Regizor                                                 |
| 2012 | The Teenie Weenie Bikini Squad                      | Nicholas Medina                             | Regizor                                                 |
| 2011 | Super Shark                                         |                                             | Scenarist, Producător & Regizor                         |
| 2011 | Together We Can Find a Cure                         |                                             | Regizor                                                 |
| 2011 | Little Witches                                      | Nicholas Medina                             | Scenarist, Producător executiv & Regizor                |
| 2011 | Bikini Time Machine                                 | Nicholas Medina                             | Scenarist, Producător executiv & Regizor                |
| 2011 | Lady Chatterly's Ghost                              | Nicholas Medina                             | Scenarist, Producător executiv & Regizor                |
| 2011 | Knock Outs                                          | Nicholas Medina                             | Scenarist, Producător executiv & Regizor                |
| 2010 | Housewives from Another World                       | Nicholas Medina                             | Scenarist & Regizor                                     |
| 2010 | Turbulent Skies                                     |                                             | Scenarist, Producător & Regizor                         |
| 2010 | Bikini Jones and the Temple of Eros                 | Nicholas Medina                             | Scenarist, Producător executiv & Regizor                |
| 2010 | Twilight Vamps                                      |                                             | Scenarist, Producător executiv & Regizor                |
| 2010 | Bikini Frankenstein                                 | Nicholas Medina                             | Scenarist, Producător executiv & Regizor                |
| 2010 | Bikini Royale 2                                     | Nicholas Medina                             | Scenarist & Regizor                                     |
| 2010 | American Bandits: Frank and Jesse James             | Nicholas Medina                             | Scenarist, Producător & Regizor                         |
| 2009 | Silent Venom                                        |                                             | Regizor                                                 |
| 2009 | Dire Wolf                                           |                                             | Regizor                                                 |
| 2008 | Voodoo Dollz                                        | Nicholas Medina                             | Scenarist, Producător executiv & Regizor                |
| 2008 | Bikini Royale                                       | Nicholas Medina                             | Producător executiv & Regizor                           |
| 2008 | Polar Opposites                                     |                                             | Regizor                                                 |
| 2008 | Solar Flare                                         |                                             | Regizor                                                 |
| 2008 | Tarzeena: Jiggle in the Jungle                      |                                             | Regizor                                                 |
| 2007 | Bewitched Housewives                                | Nicholas Medina                             | Scenarist & Regizor                                     |
| 2007 | The Lair                                            |                                             | TV Show Creator                                         |
| 2007 | Girl with the Sex-Ray Eyes                          |                                             | Scenarist & Regizor                                     |
| 2006 | The Legend of William Tell                          |                                             | Regizor                                                 |
| 2006 | Bikini Pirates                                      | Nicholas Medina                             | Scenarist & Regizor                                     |
| 2005 | Glass Trap                                          | Ed Raymond                                  | Regizor                                                 |
| 2005 | Bikini Round-Up                                     | Nicholas Medina                             | Scenarist & Regizor                                     |
| 2004 | Tomb of the Werewolf                                | Sherman Scott                               | Scenarist & Regizor                                     |
| 2004 | Bikini a Go-Go                                      | Nicholas Medina Sherman Scott               | Scenarist & Regizor                                     |
| 2004 | The Bikini Escort Company                           | Bill Carson Nicholas Medina Sherman Scott   | Scenarist, associate Producător & Regizor               |
| 2004 | Genie in a String Bikini                            | Nicholas Medina                             | Scenarist, Producător & Regizor                         |
| 2004 | Haunting Desires                                    | Nicholas Medina Sherman Scott               | Scenarist & Regizor                                     |
| 2004 | Bikini Cavegirl                                     | Nicholas Medina Sherman Scott               | Scenarist & Regizor                                     |
| 2003 | Final Examination                                   | Ed Raymond                                  | Regizor                                                 |
| 2002 | Southern Discomfort: Wrestling on the Indie Circuit | Freddy Valentine                            | Actor, Scenarist, Producător & Regizor                  |
| 2002 | Venomous                                            | Ed Raymond                                  | Regizor                                                 |
| 2002 | 13 Erotic Ghosts                                    | Roger Collins Nicholas Medina Peter Stewart | Actor, editor, Scenarist, Producător executiv & Regizor |
| 2001 | Emmanuelle 2000                                     | Ed Raymond                                  | Regizor                                                 |
| 2001 | Air Rage                                            | Ed Raymond                                  | Regizor                                                 |
| 2001 | Mach 2                                              |                                             | Regizor                                                 |
| 2001 | ACW Wrestling's Wildest Matches                     | Sherman Scott Freddie Valentine             | Actor, Producător & Regizor                             |
| 2001 | Emmanuelle 2001: Emmanuelle's Sensual Pleasures     | Nicholas Medina                             | Regizor                                                 |
| 2001 | Kept                                                |                                             | Uncredited Regizor                                      |
| 2001 | Stranded                                            |                                             | Regizor                                                 |
| 2000 | Submerged                                           |                                             | Regizor                                                 |
| 2000 | Sideshow                                            |                                             | Regizor                                                 |
| 2000 | Critical Mass                                       | Ed Raymond                                  | Regizor                                                 |
| 2000 | Inviati speciali                                    |                                             | Regizor                                                 |
| 1999 | Invisible Mom II                                    |                                             | Producător & Regizor                                    |
| 1999 | Fugitive Mind                                       |                                             | Producător & Regizor                                    |
| 1999 | The Prophet                                         | Sherman Scott                               | Actor & Regizor                                         |
| 1999 | The Kid with X-ray Eyes                             |                                             | Regizor                                                 |
| 1999 | Counter Measures                                    |                                             | Producător & Regizor                                    |
| 1999 | Active Stealth                                      |                                             | Regizor                                                 |
| 1999 | Scandal: On the Other Side                          | Nick Medina                                 | Regizor                                                 |
| 1998 | Mom, Can I Keep Her?                                |                                             | Producător & Regizor                                    |
| 1998 | Illicit Dreams 2                                    | Roger Collins                               | Producător & Regizor                                    |
| 1998 | Billy Frankenstein                                  |                                             | Regizor                                                 |
| 1998 | Dear Santa (Cine-i Moș Crăciun?)                    | Peter Stewart                               | Regizor                                                 |
| 1998 | Mom's Outta Sight                                   | Peter Stewart                               | Regizor                                                 |
| 1997 | The Shooter                                         | Ed Raymond                                  | Regizor                                                 |
| 1997 | Inferno                                             |                                             | Actor & Regizor                                         |
| 1997 | Invisible Mom                                       |                                             | Actor, Producător & Regizor                             |
| 1997 | Bikini Hoe-Down                                     | Roger Collins Nicholas Medina               | Producător & Regizor                                    |
| 1997 | Hybrid                                              |                                             | Producător & Regizor                                    |
| 1997 | Invisible Dad                                       |                                             | Scenarist & Regizor                                     |
| 1997 | Little Miss Magic                                   |                                             | Scenarist, Producător & Regizor                         |
| 1997 | Masseuse 2                                          | Peter Daniels                               | Scenarist & Regizor                                     |
| 1997 | Maximum Revenge                                     | Bill Carson                                 | Actor & Regizor                                         |
| 1997 | Night Shade                                         | Nicholas Medina                             | Producător & Regizor                                    |
| 1997 | Rapid Assault                                       | Sherman Scott                               | Regizor                                                 |
| 1996 | Friend of the Family II                             | Nicholas Medina                             | Regizor                                                 |
| 1996 | Fugitive Rage                                       |                                             | Actor, Producător & Regizor                             |
| 1996 | Over the Wire                                       | Nicholas Medina                             | Regizor                                                 |
| 1996 | Masseuse                                            | Peter Daniels                               | Regizor                                                 |
| 1995 | Droid Gunner                                        |                                             | Actor, Producător & Regizor                             |
| 1995 | Bikini Drive-In                                     | Randy Rocket                                | Actor, Producător & Regizor                             |
| 1995 | Attack of the 60 Foot Centerfold                    |                                             | Actor, Producător & Regizor                             |
| 1995 | Star Hunter                                         | Sam Newfield                                | Actor, Producător & Regizor                             |
| 1994 | Inner Sanctum II                                    |                                             | Actor, Producător & Regizor                             |
| 1994 | Possessed by the Night                              |                                             | Actor, Scenarist & Regizor                              |
| 1994 | Dinosaur Island                                     |                                             | Producător & Regizor                                    |
| 1994 | Mind Twister                                        |                                             | Actor & Regizor                                         |
| 1993 | Dinosaur Girls                                      |                                             | Scenarist, Producător & Regizor                         |
| 1993 | Witch Academy                                       |                                             | Producător & Regizor                                    |
| 1992 | Evil Toons                                          |                                             | Uncredited voice actor, Scenarist, Producător & Regizor |
| 1991 | Haunting Fear                                       |                                             | Scenarist, Producător & Regizor                         |
| 1991 | Spirits                                             |                                             | Regizor                                                 |
| 1991 | Inner Sanctum                                       |                                             | Co-Producător & Regizor                                 |
| 1991 | Scream Queen Hot Tub Party                          | Bill Carson                                 | Actor, Scenarist, Producător & Regizor                  |
| 1991 | Bad Girls from Mars                                 | Sherman Scott                               | Actor, Scenarist, Producător & Regizor                  |
| 1991 | Wizards of the Demon Sword                          |                                             | Producător & Regizor                                    |
| 1990 | Mob Boss                                            |                                             | Producător & Regizor                                    |
| 1989 | Warlords                                            |                                             | Producător & Regizor                                    |
| 1989 | Terminal Force                                      |                                             | Producător & Regizor                                    |
| 1989 | Alienator                                           |                                             | Uncredited actor & Regizor                              |
| 1988 | Hollywood Chainsaw Hookers                          | Dr. S. Carver                               | Scenarist, Producător & Regizor                         |
| 1988 | Prison Ship                                         |                                             | Scenarist, Producător & Regizor                         |
| 1988 | Beverly Hills Vamp                                  |                                             | Producător & Regizor                                    |
| 1987 | Commando Squad                                      |                                             | Uncredited actor, co-Producător & Regizor               |
| 1987 | Cyclone                                             |                                             | Uncredited actor, uncredited Scenarist & Regizor        |
| 1987 | Deep Space                                          |                                             | Actor, Scenarist, Producător & Regizor                  |
| 1987 | Evil Spawn                                          |                                             | Producător & uncredited Regizor                         |
| 1986 | Armed Response                                      |                                             | Actor, Scenarist, co-Producător & Regizor               |
| 1986 | The Tomb                                            |                                             | Producător & Regizor                                    |
| 1986 | The Phantom Empire                                  |                                             | Scenarist, Producător & Regizor                         |
| 1985 | Biohazard                                           |                                             | Actor, Scenarist, Producător & Regizor                  |
| 1983 | Scalps                                              |                                             | Scenarist & Regizor                                     |
| 1980 | Alien Dead                                          | Fred Ray                                    | Actor, Scenarist, cinematographer, Producător & Regizor |
| 1977 | The Brain Leeches                                   | Fred Ray Brian Wolfe                        | Actor, Scenarist, cinematographer, Producător & Regizor |
| 1971 | Demented Death Farm Massacre                        |                                             | Producător & Regizor New footage                        |